# Jan Berger (Drehbuchautor)
Jan Berger (* 1970 in Berlin) ist ein deutscher Drehbuchautor.

## Leben
Berger studierte bis 1997 Philosophie und Germanistik an der FU Berlin. 1999 schrieb er sein erstes Drehbuch für den Fernsehfilm Apokalypso – Bombenstimmung in Berlin. Es folgten weitere Filme, zu denen er das Drehbuch verfasste. Zu seinen bekanntesten Arbeiten zählen FC Venus, Back to Gaya oder auch Wir sind die Nacht.

## Filmografie (Auswahl)
- 1999: Apokalypso – Bombenstimmung in Berlin (Fernsehfilm)
- 2000: Sumo Bruno
- 2000: Die Verwegene – Kämpfe um deinen Traum (Fernsehfilm)
- 2004: Back to Gaya
- 2004: Kebab Connection
- 2005: Eine andere Liga
- 2006: Spielerfrauen (Kurzfilm)
- 2006: FC Venus – Angriff ist die beste Verteidigung
- 2008: Finnischer Tango
- 2009: Die Tür
- 2010: Wir sind die Nacht
- 2013: Im weißen Rössl – Wehe Du singst!
- 2013: Der Medicus
- 2016: Robbi, Tobbi und das Fliewatüüt
- 2016: Winnetou – Der Mythos lebt
- 2018: HERRliche Zeiten
- 2019: Ich war noch niemals in New York (Drehbuchmitarbeit)
- 2019:  Wir sind die Welle (Fernsehserie)

## Auszeichnungen
- 2008: Adolf-Grimme-Preis für Eine andere Liga (gemeinsam mit Buket Alakuş)
- 2008: Jurypreis des Monte-Carlo Comedy Film Festivals als Bestes Drehbuch für Eine andere Liga (gemeinsam mit Buket Alakuş)